# Anchieta (bairro do Rio de Janeiro)
Anchieta é um bairro da Zona Norte do município do Rio de Janeiro, no Brasil. Cercado por morros, tem como vizinhos os bairros de Guadalupe, Parque Anchieta, Ricardo de Albuquerque, Pavuna e Costa Barros. Ao norte, faz limite com o município de Nilópolis, com os bairros Cabral, Olinda, Mina e Paiol de Pólvora.
Seu índice de desenvolvimento social (IDS), no ano 2000, era de 0,519, o 128º colocado entre 158 regiões analisadas no município do Rio de Janeiro.
Um grande destaque na região como opção de lazer e comércio é a Praça Granito, maior praça do subúrbio carioca.

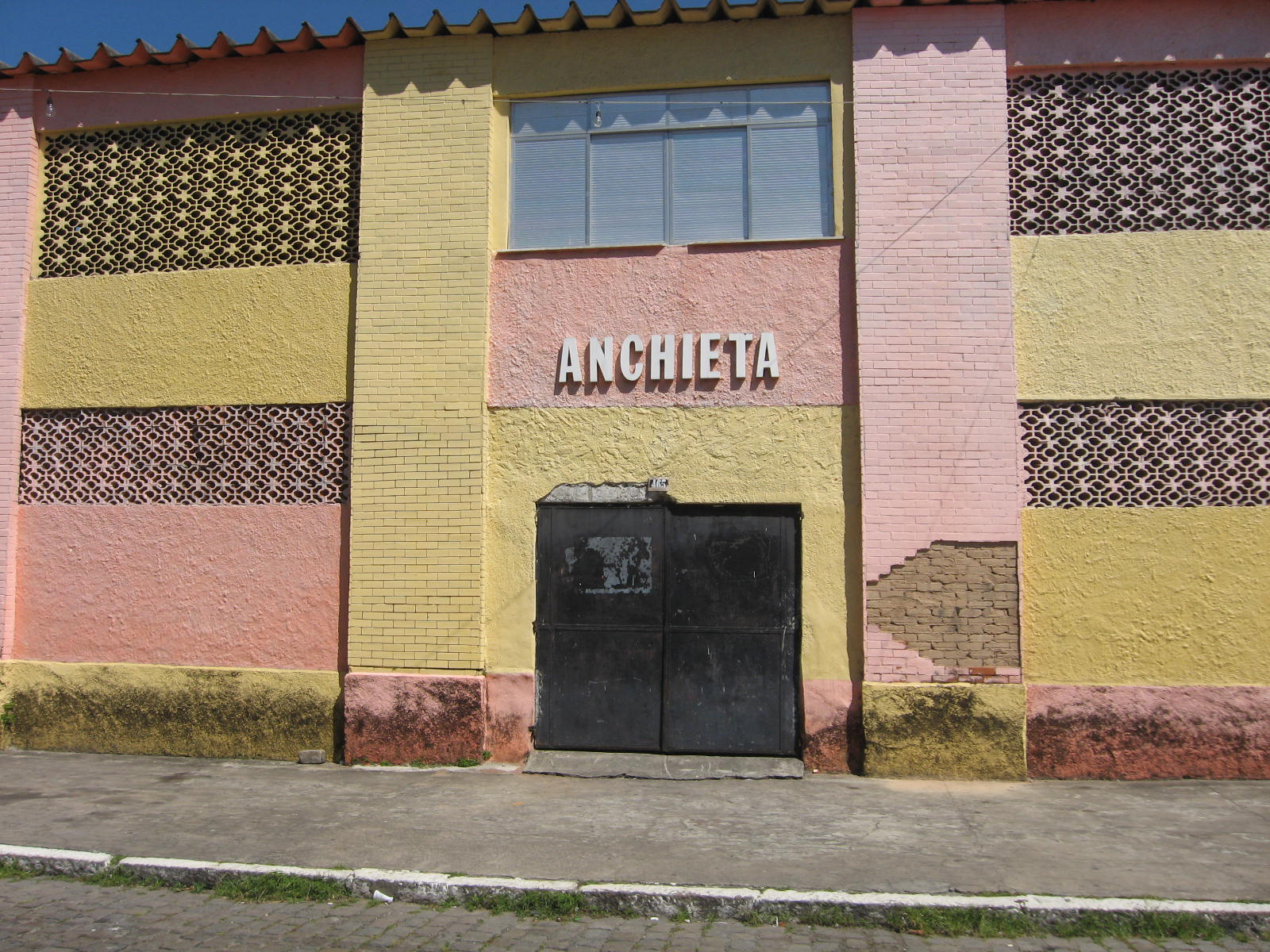
Esporte Clube Anchieta

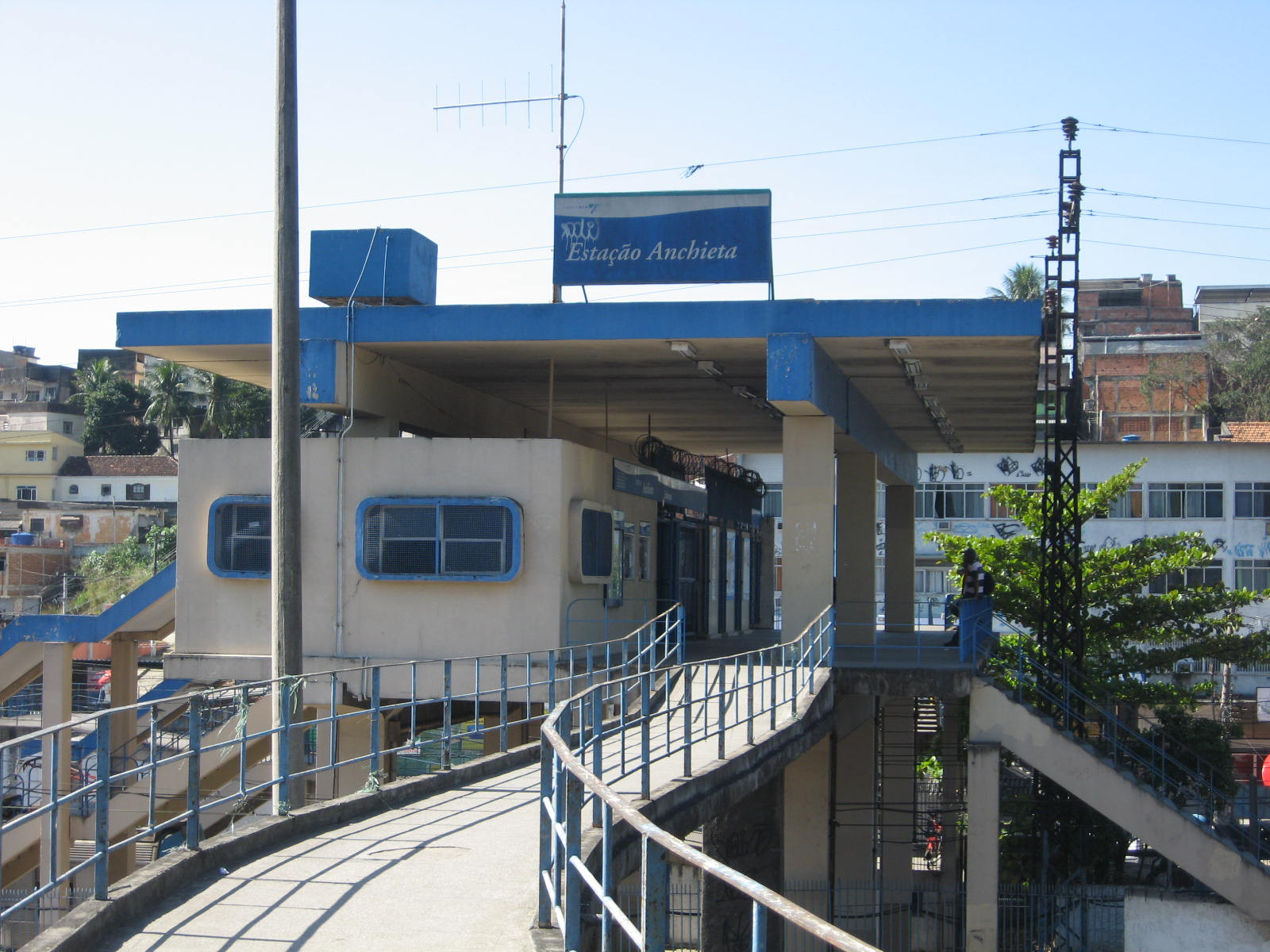
Estação de trem

## Etimologia
O nome deriva de uma homenagem ao padre jesuíta José de Anchieta, fundador do Colégio de São Paulo e fundador da cidade de São Paulo.

## História
Antes da fundação, em 1896, as terras eram pertencentes às fazendas Sapopemba e Nazaré. No século XIX, essas antigas e prósperas propriedades eram grandes produtoras de café e cana-de-açúcar.
Foi fundado em 1º de outubro de 1896, juntamente com a construção da sua estação ferroviária, que se tornou ponto de referência da região. Fazia parte da Estrada de Ferro Central do Brasil, a espinha dorsal de todo o sistema ferroviário da época. O primeiro trecho da ferrovia na qual o bairro está localizado ficava entre Belém, atual Japeri, e a estação Dom Pedro II (Central do Brasil).
A estação ferroviária de Anchieta, inaugurada em 1896, inicialmente chamada "Nazareth", recebeu esse nome em referência à ponte sobre o rio Pavuna e à fazenda que existiam na área. Em 1897, o nome foi alterado devido à existência de outra estação com o mesmo nome em uma estrada de ferro que tinha tráfego mútuo com a linha de Anchieta. O bairro, que foi parte do município de Nova Iguaçu até o início do século XX, é um dos mais populosos atravessados pelo ramal Japeri. O desenvolvimento ferroviário foi essencial para o crescimento de Anchieta, facilitando a chegada de moradores e promovendo a urbanização da região.
O bairro vizinho, Ricardo de Albuquerque, foi inaugurado em 1913. O nome é homenagem a José Ricardo de Albuquerque, antigo diretor da ferrovia e poeta.
Existiu uma antiga e pequena linha de trem que cortava Anchieta. O início da linha era no bairro de Ricardo de Albuquerque, e seguia pelo Parque Anchieta e Mariópolis. Havia um trecho no qual um morro foi dividido em dois. Nesse local, foi feito um "corte" chamado de Rasgão onde o trem passava. O leito desse trecho seguia por Anchieta até chegar no Gericinó (área militar conhecida popularmente no passado como "Mata do Governo"). Sabe-se que essa linha foi extinta antes da década de 1950.
O prédio da estação atual de Anchieta, hoje uma estação de trens metropolitanos atendida pela Supervia, foi inaugurado em 1989. A estação fez parte da E. F. Central do Brasil (1896-1975), RFFSA (1975-1996) e recentemente SUPERVIA (desde 1996).
As terras do bairro pertenciam originalmente ao Engenho Nossa Senhora de Nazaré, propriedade do capitão Bento de Oliveira Braga, que também era dono do Engenho Novo da Piedade. O clima ameno da região chamou a atenção de Dom Pedro II, que cogitou estabelecer ali um hospital para tuberculosos. Além disso, o Vigário de Realengo, Padre Miguel, instalou na área uma capela dedicada à imagem secular de Nossa Senhora de Nazaré, que possui grande valor artístico.
Os primeiros loteamentos surgiram junto à ferrovia, e em 1916 iniciaram-se os projetos de arruamento nos terrenos da família Luiz Borges. A atual Matriz foi construída sob a liderança do Padre Wander Tavares, cuja praça principal se tornou um ponto central do bairro, ligada ao antigo Caminho do Engenho Velho. Na região da praça Itanhomi, havia, há séculos, um cemitério indígena de grande extensão, o qual inspirou os nomes das ruas da chamada “Vila Mariópolis,” como Gerê, Aiacá, Aiúba, Jarupá, Juarana e Cracituba.
Atualmente, o bairro é servido pelo transporte ferroviário com a estação Anchieta na Linha Japeri, e os principais acessos são a Estrada Marechal Alencastro, a Avenida Nazaré e a Avenida Chrisóstomo Pimentel de Oliveira.

## Limites
Segundo o Decreto nº 5 280, de 23 de agosto de 1985, a delimitação do bairro Anchieta, Código 107, é: "Da Divisa do Município no encontro do prolongamento do alinhamento da Rua Lúcio José Filho com o Canal do Rio Pavuna, seguindo pelo leito deste, até a Linha de Transmissão Fontes-Frei Caneca; por esta, até encontrar a Rua Javatá; por esta (incluída) até a Rua Capri; por esta (incluída, incluindo a Rua Francisco de Andrade) até a Rua Morais Pinheiro; por esta (excluída) até a Rua Alcobaça; por esta (excluída) até a Rua Sargento Rego; por esta (incluída) até o Ramal Principal da RFFSA; pelo leito deste, até a Praça Inácio Gomes (excluída); Rua Inácia Gertrudes (excluída) até a Rua Rebelo da Silva; por esta (excluída); Rua Adolfo Coelho (excluída); Estrada do Engenho Novo (excluída, excluindo Praça Professora Santinha) até a Rua Gilson Rezende; por esta (excluída) até a Rua Lúcio José Filho; por esta (excluída) e por seu prolongamento ao ponto de partida."

## Cultura
Localizada em Anchieta, a Biblioteca Paulo Freire do Complexo do Chapadão, aberta diariamente ao público, realiza anualmente a FLICC, Festa Literária do Complexo do Chapadão. A Biblioteca conta atualmente com um acervo de mais de três mil livros, além de quadros, esculturas e um mobiliário antigo.
Idealizado em 1990, desde 2009 o bairro também possui o Museu da Humanidade (IPHARJ), uma criação do arqueólogo Claudio Prado de Mello, que também preside o IPHARJ. Com uma área total de 2.500 metros quadrados, o Museu da Humanidade é um castelo construído em estilo Islâmico (Mamalik) e possui quatro andares distribuídos em 14 metros de altura. O museu abriga peças que vão desde a pré-História até os primeiros itens utilizados na implementação da informática no Brasil; todos os artefatos foram herdados ou coletados por Claudio. O museu não possui financiamento público e o dinheiro obtido das visitações é utilizado para sua manutenção. O Museu da Humanidade fica na Avenida Chrisóstomo Pimentel de Oliveira, nº 443 
Além disso, o bairro conta com duas Quadrilhas de danças Juninas: a Quadrilha Aiacá, com sede na rua homônima, fundada em 1974; e a Quadrilha Nazaré Show, fundada na igreja Nossa Senhora de Nazaré em 2001 com apoio da extinta Quadrilha Boi Bonito e da, também extinta, Zeca Cuia.

## Personalidades
A humorista Yas Fiorelo, nascida em 1994, foi criada em Mariópolis, localidade do bairro de Anchieta, na zona norte do Rio de Janeiro. Desde 2017 atuando como humorista, já trabalhou com Whindersson Nunes e Yuri Marçal, a comediante ainda possui laços afetivos e familiares no lugar.

## Transporte
- Trem: Estação Anchieta (Linha Japeri)
- Acessos 
  - Avenida Nazaré
  - Estrada Rio do Pau
  - Estrada Marechal Alencastro
  - Rua Cardoso de Castro
  - Rua José Lourenço
  - Rua Motorista Luís de Abreu
  - Estrada do Engenho Novo
  - Rua Alcobaça
  - Via Light[33]

## Sub-bairros
- Mariópolis
- Vila Alvorada
- Conjunto Nova Anchieta[34]